# Анна Нільссон
Анна Квірентія Нільссон (англ. Anna Quirentia Nilsson, 30 березня 1888, Істад, Швеція — 11 лютого 1974, Гемет, США) — американська акторка шведського походження, популярна в епоху німого кіно. Удостоєна зірки на Голлівудській алеї слави.

## Життєпис
Народилася 30 березня 1888 року в місті Істад, Швеція, у робітничій сім'ї. Після закінчення школи працювала продавчинею на заході Швеції. У 1905 році іммігрувала до США, де спочатку працювала нянею. Незабаром зробила успішну кар'єру в модельному бізнесі, завдяки чому в 1911 році потрапила в кіно. У наступні роки щорічно виходило десяток фільмів на рік за участю Нільссон. На студії «Kalem», де вона виконала більшість своїх ролей, акторка була зіркою номер один поряд з Еліс Джойс. У 1920-х роках Нільссон успішно співпрацювала з «Paramount Pictures», де і досягла найвищого успіху. У 1923 році вона зіграла Шеррі Мелоут в екранізації твору Рекса Біча «Негідники», після чого цю роль в ремейку виконали Бетті Компсон (1930), Марлен Дітріх (1942) і Енн Бакстер (1955).
З приходом ери звукового кіно кар'єра Анни Нільссон, як і багатьох акторок німої епохи, різко пішла на спад, але в подальшому вона продовжувала виконувати дрібні ролі до середини 1950-х. У 1950 році у фільмі «Бульвар Сансет» вона виконала камео на вечорі «воскових фігур» в будинку Норми Десмонд.
Анна Нільссон померла від серцевої недостатності в лютому 1974 року в невеликому містечку Хамлет в Каліфорнії.
За внесок в кіно акторка удостоєна зірки на Голлівудській алеї слави.

## Фільмографія
- 1912 — Брати солдати Сюзани / The Soldier Brothers of Susanna — Сюзана, сестра
- 1915 — Відродження[en] / Regeneration
- 1919 — Зґвалтована Вірменія / Ravished Armenia — Едіт Грем
- 1920 — Тринадцята заповідь / The Thirteenth Commandment — Лейла Кіп
- 1923 — Голлівуд / Hollywood — грає саму себе
- 1924 — Бродвей після настання темряви / Broadway After Dark — Гелен Трімейн
- 1925 — Розкішна дорога / The Splendid Road — Сандра де Гаулт
- 1927 — Сорелл і син / Sorrell and Son — Дора Соррел
- 1950 — Бульвар Сансет / Sunset Blvd — грає саму себе
- 1951 — Американець у Парижі / An American in Paris
- 1951 — Закон і леді[en] / The Law and the Lady
- 1951 — Невідомий чоловік [en] / The Unknown Man
- 1952 — Безстрашний Фаґан[en] / Fearless Fagan
- 1954 — Сім наречених для семи братів / Seven Brides for Seven Brothers